# Lymeon photopsis
Lymeon photopsis är en stekelart som först beskrevs av Henry Lorenz Viereck 1913.  Lymeon photopsis ingår i släktet Lymeon och familjen brokparasitsteklar. Inga underarter finns listade i Catalogue of Life.